# Lumír Číž
Lumír Číž (* 27. duben 2000, Slavičín) je český fotbalový brankář, který hraje za východočeský klub MFK Chrudim. 

## Klubová kariéra
Odchovanec zlínského fotbalu. V šesti letech začal hrát za Slavičín, ve kterém strávil 9 let, po kterých se přesunul do Fastavu Zlín.

### FC Fastav Zlín
Prošel zde mnohými věkovými kategoriemi, dokonce jednou vstřelil v dorostenecké lize rozhodující gól. Za kategorii U19 odehrál 28 zápasů a obdržel pouze 33. V létě 2019 po 4 letech tento klub opustil.

### FC Baník Ostrava
Od 17. června se připravoval s A-týmem Baníku a 1. července 2019 přestoupil do již zmíněného klubu. 20. ledna 2020 si zapsal první start za první mužstvo, kdy v 66. minutě v přátelském zápase proti MŠK Žilině střídal zraněného Jana Laštůvku, ligové utkání hrál za B-tým. Ten stejný rok se zapojil i do Datart e:LIGA challenge, kde se dostal do semifinále, kde ho porazil 2:1 Jan Železník reprezentující SFC Opavu. Příští přestupové období šel hostovat do týmu FC Vysočina Jihlava. Po skončení hostování na Vysočině odehrál pouze 12 zápasů za B-tým, než v létě 2022 přestoupil do Opavy.

### FC Vysočina Jihlava (hostování)
Dne 14. srpna 2020 odešel na roční hostování do Jihlavy. Na Vysočině odehrál celkem 14 zápasů a získal 2 čistá konta. Dne 30. června 2021 se vrátil do Baníku. 

### SFC Opava
Dne 13. července 2022 přestoupil do tohoto slezského klubu. Za Opavu celkem odchytal 15 soutěžních zápasů a vychytal 1 čisté konto. V létě 2024 odešel z Opavy jakožto volný hráč.

### MFK Chrudim
Dne 12. července přišel do Chrudimi. V sezoně 2024/25 za áčko odchytal pouze jeden pohárový zápas, nastupoval hlavně v divizní rezervě.